# Присяжний Сергій Володимирович
Присяжний Сергій Володимирович — вокаліст і гітарист українського гурту Мотор'ролла, колишній, з 2009 по 2013 роки, директор творчого виробничого об'єднання хмельницького радіоканалу «Поділля-Центр» (ТВО РК «Поділля-Центр» 104.6 ФМ).

## Життєпис
Народився 16 вересня 1973 року в сім'ї військових, яка мешкала у Ізяславі, де батько служив в армії.
| Після школи я постійно ходив до нього у частину займатися рукопашним боєм. Одного дня я повертався із спортзалу, проходив мимо клубу і побачив, що там грає солдатський ансамбль. Мені настільки сподобалося, як це виглядає з боку, що, власне, було все одно, що брати в руки: барабанні палички чи гітару. Головне – займатися музикою, навчитися грати на якомусь інструменті. Вистачило буквально 5-6 уроків з одним гітаристом, який показав, як брати акорди. Після чого я просто вмикав телевізор, слухав, які пісні там виконують, і без нот, на слух, підбирав їх. Саме так я й навчився грати на гітарі, паралельно тренуючись ще й на ударних. |
1987 року йому було 13 років, і він уже в складі колективу грав на соло-гітарі у присутності 600 глядачів.
Сергій Присяжний прийшов у гурт одним з перших, в юному віці. 11 травня 1994 року відбувся перший публічний виступ гурту «Мотор'ролла». Цей день вважають офіційним днем народження гурту тоді ще під назвою «Piractum Est» — ця фраза з опущеним донизу великим пальцем руки на гладіаторських бійках означала — «добити». Влітку 1994 року гурт назвали «Мотор'ролла», що є скороченням двох слів — «мотоцикли» та «рок'н'ролл».[джерело?]
У «Мотор'роллі» Сєня спочатку був лише гітаристом і бек-вокалістом, але після того, як пішов Олександр Буднецький, який був одним із засновників і вокалістом, хлопці прийшли до висновку, що Сергія треба використовувати «на повну». Пару місяців пішло на те, щоб він засвоїв матеріал, переробили повністю всі аранжування і, починаючи з 2000 року, Сергій в колективі є лідером і вокалістом.
Окрім «Мотор'ролли», Сергій Присяжний брав участь у проекті Юлії Лорд, потім був музикантом гурту «Скрябін».
Сергій Присяжний створює музику до пісень «Мотор'ролли», а тексти пише Тамара Приймак. Хоча Сергій виріс в російськомовній родині і вчився в російській школі, проте сам вивчив українську мову і гурт співає українською.
| Давно ми домовились в групі, що будемо робити пісні українською мовою. Основна мотивація - на той період російською мовою вже все було заспівано, а українська - скарбниця, з якої можна ще співати і співати. |
Близько 7 років жив у Києві, але вирішив повернутися до Хмельницького, де жила його сім'я. Тоді ж отримав пропозицію від керівництва обласної телерадіокомпанії і тепер працює там. На радіостанції запровадив ще більше української музики на державній хвилі.
Має дружину та доньку. Дочку звати Поліна.
Має собаку (лабрадор ретривер). Не палить.
Довгий час був антисоціальним, не сплачував податки, раніше і освіти ніякої не мав. Тільки недавно здобув базову вищу освіту соціального працівника. Спеціальної музичної освіти немає.
В 1997 році на фестивалі у Харкові познайомився з Олегом Скрипкою. Також дружить з Сашком Положинським.
Спільно з гуртом КораЛЛі піснею Вперед, Соколи!" долучився до акції «Так працює пам'ять», присвяченої пам'яті Данила Дідіка і всім, хто віддав життя за незалежність України.

## Про себе
| Мій постійний інструмент – це гітара. Потім доля так розпорядилася, що довелося ще й заспівати. Тому тепер я ще й вокаліст. Але все життя мріяв грати в музичному колективі на ударних інструментах. |
| Я отримую нереальне задоволення від виконання пісень на сцені. Коли довго немає виступів, у мене починається ломка. |